# 刘芷妃
刘芷妃（1992年5月28日—），中国女歌手、演员。出生于陕西，毕业于北京现代音乐学院，北京年代兄弟国际文化发展有限公司签约歌手。

## 个人作品

### 参演电影
- 2016年《等活人》[1]又名《深夜派对》 合作演员：Makiyo、靳锦、张垚祎
- 2017年《桃色交易之爱情侦探社》

### 音乐作品
| 单曲名称       | 发行日期      | 备注                   |
| -------------- | ------------- | ---------------------- |
| 《记得我爱你》 | 2015年5月28日 | 电影《绝命娇娃》主题曲 |
| 《回忆录》     | 2015年5月29日 | 与谭建建共同演唱       |
| 《毒药》       | 2015年9月16日 |                        |
| 《善男信女》   | 2016年3月15日 | 与大川共同演唱         |
| 《留兰香》     | 2017年8月10日 | 电影《深夜派对》主题曲 |

### 参加节目
- 2015年12月 《Hello！星主播》[2] 来宾：刘芷妃、戊道子、黄小东
- 2015年12月 《戊道子新专辑首唱会》[3]

## 人物评价
- 音乐制作人犀牛：刘芷妃的声音有一种魔力，会让人跟随着她的歌声进入情境，让所有的听者沉浸在她的歌声里，我觉得在不久的将来，她一定会成为华语乐坛一股新的中坚力量。[4]